# Farouk Mardam-Bey
Pour les articles homonymes, voir Mardam-Bey.
Farouk Mardam-Bey (né le 23 avril 1944 à Damas) est un bibliothécaire, historien et éditeur franco-syrien.

## Biographie
Après ses études de droit, Farouk Mardam-Bey se rend à Paris pour y étudier les sciences politiques. Il vit en France depuis 1965. Bibliothécaire à l'Institut national des langues et civilisations orientales, il est nommé directeur de la bibliothèque de l'Institut du monde arabe de 1989 à 1995, puis il devient conseiller culturel de l'institut. 
Il devient directeur des éditions Sindbad lors de leur rachat par Actes Sud en 1995. Il est l'éditeur chez Actes Sud des romans traduits de l'arabe (collection Sinbad) et directeur de la collection Mondes arabes,. 
« Grand connaisseur de la culture et de la littérature arabe » selon Télérama, Farouk Mardam-Bey est aussi l'auteur d'essais et documents sur le Maghreb et le Proche-Orient. 

## Œuvres
- Itinéraires de Paris à Jérusalem : la France et le conflit israélo-arabe (avec Samir Kassir), 2 vol., 1992 et 1993[6]
- Traité du pois chiche (avec Robert Bistolfi), Sinbad, Actes Sud, coll. « L'Orient gourmand »,1998[7]
- Liban : figures contemporaines, 1999[6]
- La cuisine de Ziryâb (illustratrice : Odile Alliet), Sinbad, Actes Sud, coll. « L'Orient gourmand », 1999
- La poésie arabe, Éditions Mango, 1999
- Jérusalem : le sacré et le politique, Actes Sud, coll. « Babel », 2000
- Le droit au retour : le problème des réfugiés palestiniens, Sinbad, Actes Sud, coll. « L'actuel », 2001
- Être arabe : entretiens avec Christophe Kantcheff (avec Elias Sanbar), Actes Sud, 2005[6]
- La cuisine du petit Ziryâb (illustrateurs: Sandrine Vincent et Stéphanie Buttier), Actes Sud Junior, 2005
- Anthologie de poésie arabe contemporaine (avec Faten Mourad, traducteur : Tahar Bekri, illustrateur : Rachid Koraïchi), Actes Sud, 2007[7]
- Les ancêtres liés aux étoiles, Actes Sud Beaux-Arts, 2008
- Mahmoud Darwich, anthologie (1992-2005), 2009[6]
- Sarkozy au Proche-Orient, Sindbad, Actes Sud, coll. « L'actuel », 2010
- Notre France (avec Elias Sanbar et Edwy Plenel), Sindbad, Actes Sud, coll. « L'actuel », 2011
- Le rescapé et l'exilé : Israël-Palestine, une exigence de justice (avec Stéphane Hessel et Elias Sanbar), 2012
- Dans la tête de Bachar al-Assad (avec Ziad Majed et Subhi Hadidi), Actes Sud, 2018[4]
- Tous témoins, Actes Sud, 2021[4]

## Décoration
- Chevalier de la Légion d'honneur (14 juillet 2018)[8]